# Pan American World Airways
Pan American World Airways (eller enbart Pan Am) var ett amerikanskt flygbolag 1927–1991 och 1996–2004. Flygbolaget var före den första konkursen det största internationella flygbolaget i USA. Företaget var en föregångare på många områden och var bland annat det första flygbolag som använde sig av jetflyg, jumbojet och datoriserade bokningssystem. Flygbolaget var lätt igenkännligt med sin blå jordglobslogotyp och namn på sina flygplan som inkluderade ordet "Clipper", och betraktades av många amerikaner som en av 1900-talets kulturella ikoner och som USA:s inofficiella nationella flygbolag.
Pan Am återuppstod två gånger efter 1991. Det andra Pan Am (Pan Am II) var i drift från 1996 till 1998 med fokus på lågpris- och långdistansflygningar mellan USA och Karibien. Det nuvarande flygbolaget (Pan Am III), som har sitt huvudkontor i Portsmouth i New Hampshire, också känt som the Pan Am "Clipper Connection", drivs av Boston-Maine Airways. Företaget flyger till destinationer i det nordöstra USA, Florida och Puerto Rico. Pan Am använder fortfarande IATA-koden PA och ICAO-koden PAA, även om den nuvarande inkarnationen av flygbolaget inte har något släktskap med det ursprungliga Pan Am eller Pan Am II.

## Historia

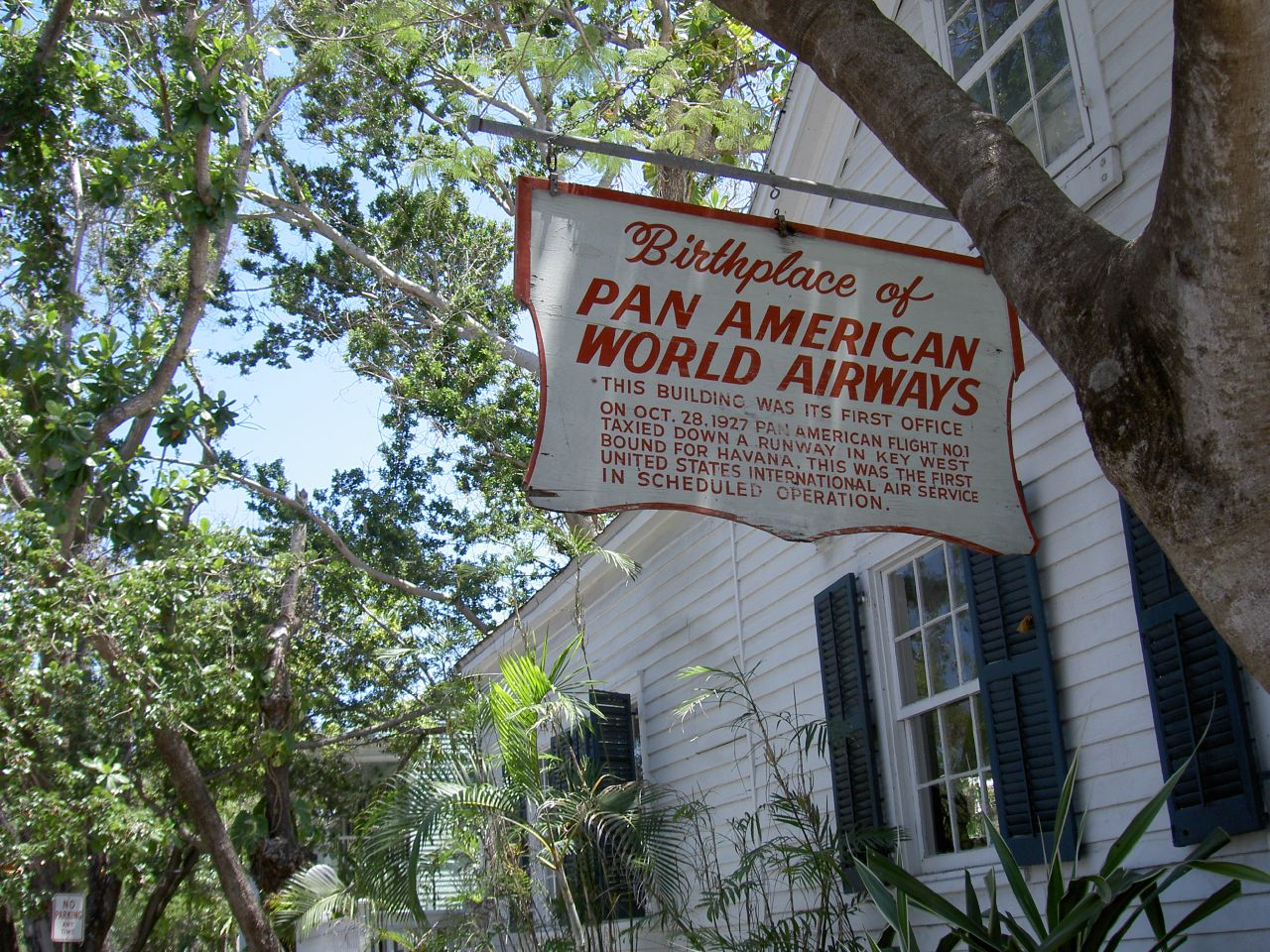
Skylt vid Pan Ams första kontor.

### Etablering
Pan American Airways Incorporated etablerades den 14 mars 1927 av Henry H. "Hap" Arnold med medarbetare. Deras företag fick kontrakt på att leverera post från USA till Kuba, trots att de inte hade några flygplan som kunde utföra frakten. Några månader senare, den 2 juni, bildade Juan Trippe företaget Aviation Corporation of America. Han stöttades av mäktiga sponsorer med goda politiska kontakter, som bland annat William A. Rockefeller och Cornelius Vanderbilt Whitney. Whitney fungerade som företagets VD och det nya företaget säkrade sina landningsrättigheter i Havanna. Detta gjordes genom att det köpte upp ett litet sjöflygsföretag som etablerades 1926 och som bedrev flygningar mellan Key West i USA och Havanna i Kuba. Det tredje företaget, The Atlantic, Gulf, and Caribbean Airways company'etablerades den 11 oktober 1927 av finansmannen Richard Hoyt, som själv gick in som VD. De tre företagen gick ihop till ett holdingföretag som fick namnet Aviation Corporation of the Americas året efter, den 23 juni 1928. Richard Hoyt blev utnämnd till styrelseordförande i detta nya företag, där Trippe och hans partner ägde 40 procent. Whitney blev utnämnd till VD, medan Trippe fick det operativa ansvaret. Ett nytt Pan American Airways Incorporated bildades och detta företag skulle utföra flygningarna åt Aviation Corporation of the Americas.
Orsaken till att Pan Am så lätt fick kontrakt på postleveranser var att de amerikanska myndigheterna fruktade att det tyskägda colombianska företaget SCADTA (idag Avianca) inte skulle ha någon konkurrens när de lämnade in anbud på postturer mellan Latinamerika och USA. Myndigheterna hjälpte Pan Am vidare genom att hindra att andra amerikanska företag fick motsvarande kontrakt, då de ansåg att företaget var deras valda instrument. Detta säkrade i realiteten Pan Ams monopol på internationella postturer och som följd därav växte företaget.
Anfört av Trippe utvecklades företagets flygnätverk till hela Syd- och Centralamerika. Vid slutet av 1920-talet och i början av 1930-talet köpte Pan Am upp en rad svaga flygbolag och förhandlade därefter med postväsenden i olika länder för att tillförsäkra sig kontrakt på leveranser av post i regionen. I september 1929 gick Trippe ihop med Charles Lindbergh för att förhandla fram landningsrättigheter i en rad länder i Latinamerika. Detta inkluderade också Colombia, som var hemmamarknaden för SCADTA. Vid slutet av året kunde Pan Am erbjuda flygningar längs västkusten av Sydamerika till Peru. Det följande året köpte man upp flygbolaget New York, Rio and Buenos Aires Line (NYRBA), något som tillförsäkrade Pan Am en havsflyglinje längs östkusten av Sydamerika till Buenos Aires i Argentina och därefter väster ut till Santiago de Chile i Chile.
Aviation Corporation of the Americas, som var Pan Ams moderbolag, var en av de mest omsatta aktierna på New York Curb Exchange år 1929 och det var en stor ryktesspridning runt varje ny flygtur som företaget fick sig tilldelat. Under en enda dag i mars 1929 steg aktievärdena med 50 procent. Trippe och medarbetarna blev tvungna att förhindra att företaget blev övertaget av konkurrenten United Aircraft and Transport Corporation (UATC). UATC var ägarbolaget till det som i dag är Boeing, Pratt & Whitney och United Airlines.

### Clippertiden

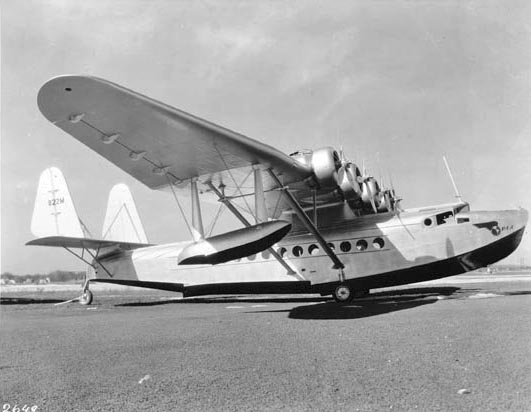
Sikorsky S-42 var en av Pan Ams tidigaste flygplan och användes till planläggning av en tur mellan San Francisco och Kina.

Samtidigt som Pan American utvecklade sitt linjenät i Sydamerika, förhandlade Det Norske Luftfartselskaps direktör Bernt Balchen med Pan Ams direktör Juan Trippe om ett samarbete för trafiken över Atlanten. Pan America skulle flyga sträckan New York–Reykjavik med sina Sikorsky S-42 som fick olika Clipper-namn och DNL skulle flyga från Reykjavik till Bergen med ett nyinköpt Sikorsky S-43. Utan förvarning bröt Pan American avtalen och Pan American vände sig till myndigheterna i Storbritannien och Frankrike för att starta en amfibieflygtur mellan USA och Europa. Storbritanniens statliga flygbolag Imperial Airways var ivriga att få till ett samarbete med Pan Am, medan man i Frankrike var mer avvaktande. Detta skylls på att det statliga franska flygbolaget Aéropostale var en stor aktör i Latinamerika och konkurrerade med Pan Am på lättare flygturer. Man uppnådde emellertid ett avtal med båda länderna om att erbjuda en flygtur som gick från Norfolk i Virginia till Europa via Bermuda och Azorerna. Flygningarna utfördes med ett Sikorsky S-40-plan. Pan Am tillförsäkrade sig också ett kontrakt för postflygning mellan Boston och Halifax i Kanada.
Pan Am planerade att upprätta flygturer över Alaska till Japan och Kina, och sände Lindbergh på en utvärderingstur 1930, men de politiska förändringarna i Sovjetunionen och Japan gjorde en direkt flygtur inaktuell. Trippe bestämde sig då för att öppna en flygtur från San Francisco till Honolulu och vidare till Hongkong och Auckland, längs de existerande ångbåtsturerna. Efter att 1934 ha förhandlat fram rättigheter för att landa vid Pearl Harbor, Midway, Wake Island, Guam och Subic Bay, sände Pan Am i mars 1935 flygteknisk utrustning värt 500 000 dollar för utplacering på de öar där mellanlandning skulle genomföras, och genomförde den första turen till Honolulu i april med en Sikorsky S-42 "flygande båt". Pan Am vann kontrakten för en posttur mellan San Francisco och Kanton senare samma år, och genomförde under stort intresse från media sin första kommersiella flygning den 22 november med ett Martin M-130. Senare gick Pan Am över till Boeing 314-flygplan på turer över Stilla havet. I Kina kunde passagerare byta till inrikesflyg med det Pan Am-ägda China National Aviation Corporation (CNAC) nätverket. Från 1939 blev Boeing 314-flygplanen även använda på Atlantflygningar.

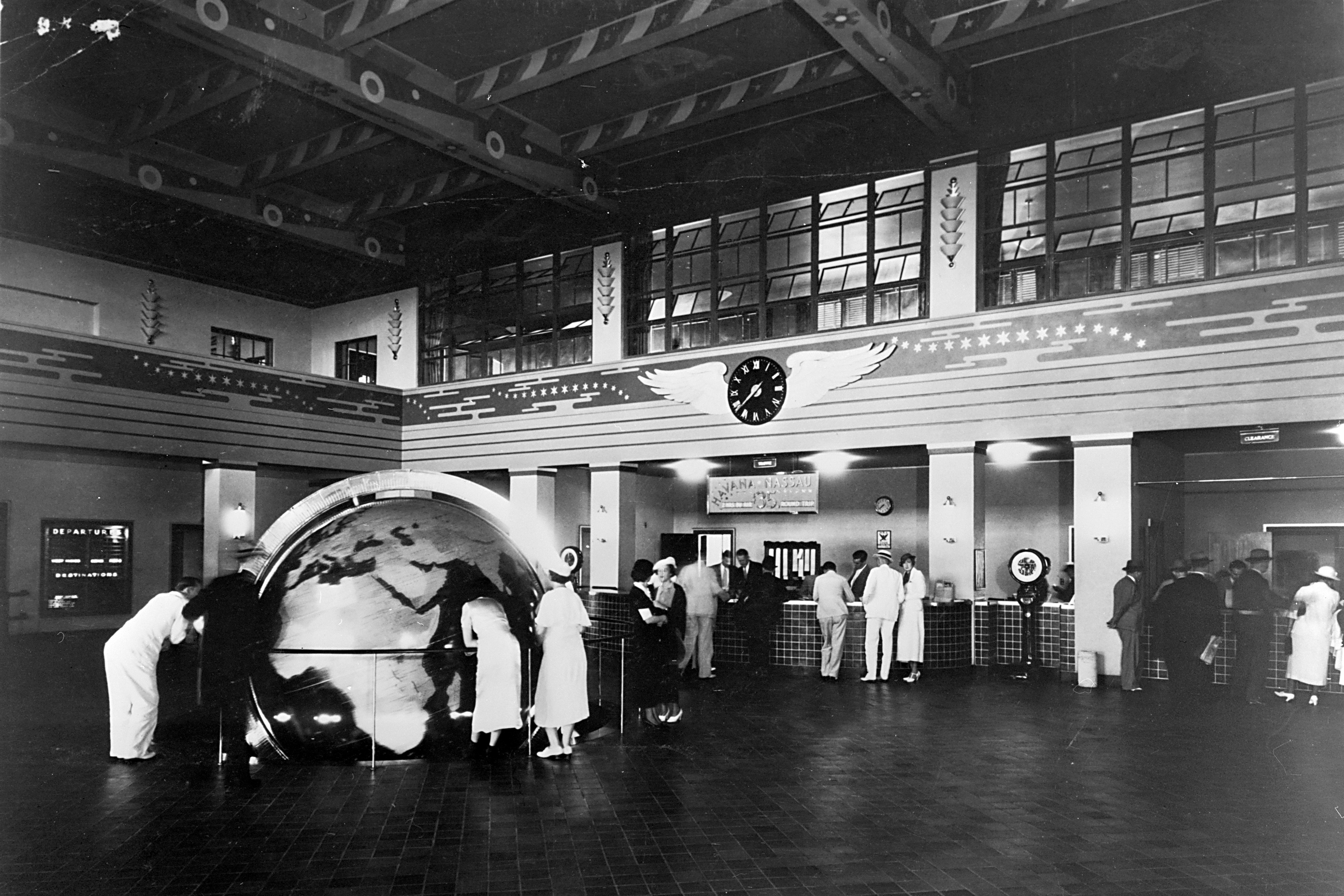
Interiör från PanAm-terminalen i Miami 1940.

"Klipprarna" (engelska: Clipper), namnet kommer från klippersegelskeppen från 1800-talet, var de enda amerikanska passagerarflygplan i stånd att flyga interkontinentalt. För att konkurrera med passagerarfartygen kunde flygbolaget erbjuda platser i första klass på dessa turer, och besättningen fick en mer formell stil. Istället för att bära läderjackor och silkesscarfs, hade klipperpiloterna uniformer som liknade dem i marinen, och följde en sträng rutin när de gick ombord på flyget. Under andra världskriget tog militären befälet över de flesta klipperplan, medan Pan Am-piloterna flög flygplanen enligt kontraktsavtal. Under denna tid började Pan Am med en ny flygtur över Väst- och Centralafrika till Iran och tidigt år 1942 blev Pan Am det första företag som hade en flygtur som gick jorden runt. I januari 1943 blev Franklin D. Roosevelt den förste president att flyga med företaget, på "Dixie Clipper". Det var också under denna tid som Star Trekskaparen Gene Roddenberry var en klipperpilot. Han arbetade ombord på "Clipper Eclipse" då det havererade i Syrien den 19 juni 1947.

### Efterkrigstiden
Efter kriget blev Pan Ams flotta snabbt ersatt av snabbare flygplan som Boeing 377 Stratocruiser, Douglas DC-6 och Lockheed Constellation. Även om Pan Am arbetade intensivt på att förstärka sin position som landets internationella flygbolag, tappade det sin position, först till American Overseas Airways och därefter till flera andra företag som konkurrerade med Pan Am på vissa marknader, som Trans World Airlines till Europa, Braniff till Sydamerika och Northwest Airlines till Östasien. År 1950, kort efter att jordenruntturen startades, och konceptet "ekonomiklass" utvecklats, ändrade Pan American Airways Inc. namn till Pan American World Airways Inc.
Jordenruntturen, den legendariska "Pan Am Flight Pa 001", var från 1947 dominerande för all trafik i västlig riktning, med en tur som startade i San Francisco och därifrån for jorden runt. Turen introducerades den 17 juni 1947 med Lockheed Constellation L-749 "Clipper America". Med propellerplan tog turen 13 dagar med nattstopp, och total flygtid var 103 timmar. Vid introduktionen av jetflygplan 1958 blev flygtiden halverad med nattstopp. Då var flygmönstret: första stopp i Honolulu, därefter Tokyo, Hongkong, Bangkok, Delhi, Beirut, Istanbul, Frankfurt, London för att till slut landa i New York 46 timmar efter första start.
Med stark konkurrens på flera turer investerade Pan Am i flera nyanskaffningar av jetflygplan och "wide-body"-flyg. Pan Am köpte Douglas DC-8 och Boeing 707, som gav plats för sex istället för fem passagerare på bredden, vilket uppnåddes efter påtryckningar från Pan Am. Flygbolagen startade med Boeing 707-flyget "Clipper America" transatlantiska flygningar med jetflygplan mellan New York och Paris den 26 oktober 1958. Pan Am var det första flygbolag som köpte Boeing 747-jumbojet med 25 beställningar i april 1966, och det första flygbolaget att sätta flygplanet i kommersiell tjänst år 1970. Företaget var också ett av de tre första att beställa Concordeplanen, men fullföljde aldrig optionen. Pan Am var också en potentiell kund för det amerikanska projektet som skulle bygga ett överljudsplan, Boeing 2707. Alla dessa planer blev emellertid skrinlagda.
Under 1950-talet började Pan Am att intressera sig för andra marknader. Bland verksamheterna Pan Am investerade i var hotellkedjan InterContinental Hotel, och affärsjetplanet Dassault Falcon. Företaget var även involverat i utvecklingen av ett raketövervakningssystem i Sydatlanten och i att öppna ett kärnfysiskt testlaboratorium i Nevada.
Med ökande trafik år 1962 fick Pan Am IBM att bygga PANAMAC, en stor dator som hanterade flyg- och hotellbeställningar. Datorn innehöll också en mängd information om städer, länder, flygplatser, flygturer, hotell och restauranger. Datorn blev placerad på den fjärde våningen av Pan Am-byggnaden, som då var under uppförande på Manhattan och som skulle bli den största kommersiella kontorsbyggnaden i världen under en tid.
Pan Am lät också bygga Terminal 3 ("Worldport") vid John F. Kennedy International Airport i New York. Terminalen var under flera år världens största flygplatsterminal. Den hade ett karaktäristiskt elliptiskt tak på 16 000 m² som med hjälp av 32 stålstänger och wirar hängde långt ner från de utvändiga pelarna över terminalen under dem. Terminalen var designad för att låta passagerare embarkera och debarkera vid planens nosar. Införandet av ombordstigningsbryggor har senare gjort detta obehövligt.
Under Pan Ams storhetstid hade företaget rutter till alla världsdelar bortsett från Antarktis. Många av linjerna var mellan New York, Europa och Sydamerika, samt mellan Miami och destinationer i Karibiska havet. Flottan bestod under den tiden av DC-8, Boeing 707 och 747 samt Boeing 720, 727 (som ersatte 720-planen) och 737-flygplan. Därutöver hade Pan Am 747SP-varianten, som tillät direktflygningar mellan New York och Tokyo. Under tiden som gick fick flygbolaget några Lockheed L TriStar och senare Airbus A300.
Från 1964 började flygbolaget med helikopterflygningar mellan New Yorks största flygplatser och taket på Pan Am-byggnaden på Manhattan. Flygningarna pågick fram till 1968 med ett avbrott till 1977. Kort efter återuppstarten av flygningarna inträffade en olycka som tog fem personers liv när en helikopter välte på taket. Därefter stoppades helikopterflygandet.

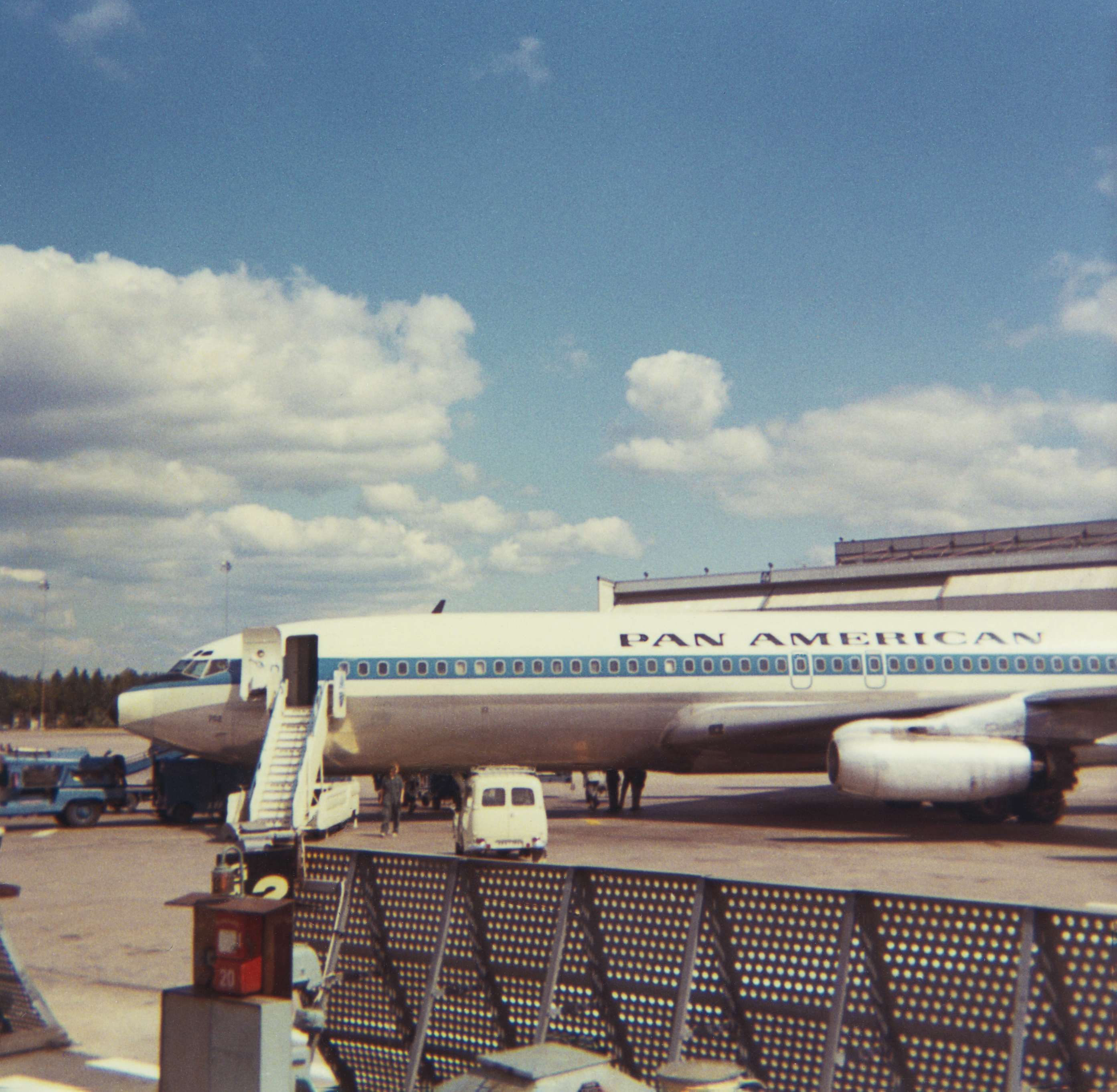
Pan American på Stockholm Arlanda Airport i början av 1970-talet

Företaget var också med om flera humanitära flygningar. Pan Am stod för 650 turer mellan Västtyskland och Västberlin under Berlinblockaden 1948, först med DC-6-maskiner och med Boeing 727-flygplan.. Pan Am flög också R&R (Rest & Recreation, eller Vila och fritid) turer under Vietnamkriget. Dessa avgångar transporterade amerikansk personal till permissioner i Hongkong, Tokyo och andra asiatiska städer.

### Nedgångstider

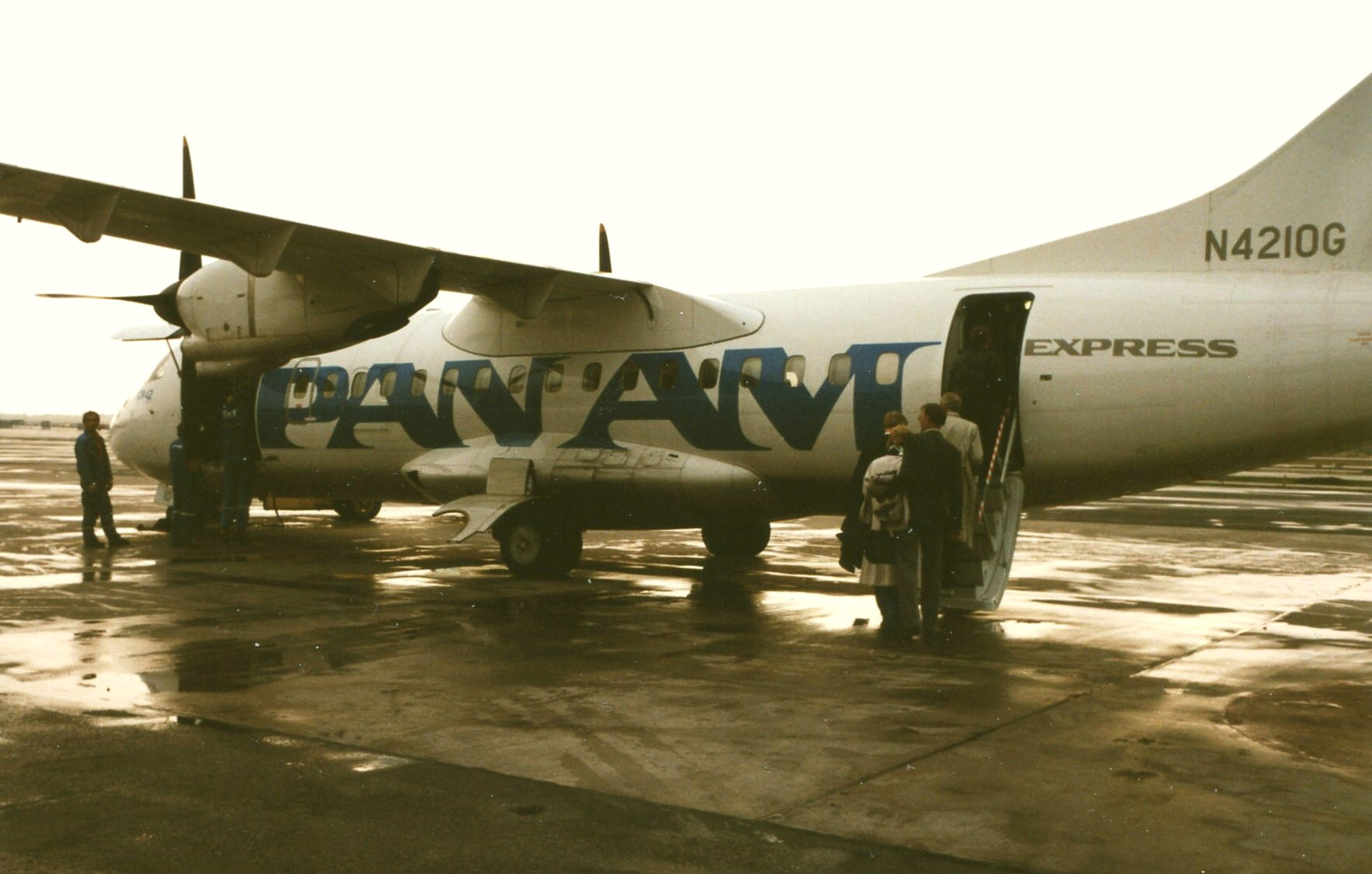
PanAm Express på Stockholm Arlanda Airport på väg till Berlin via Hamburg, oktober 1989.

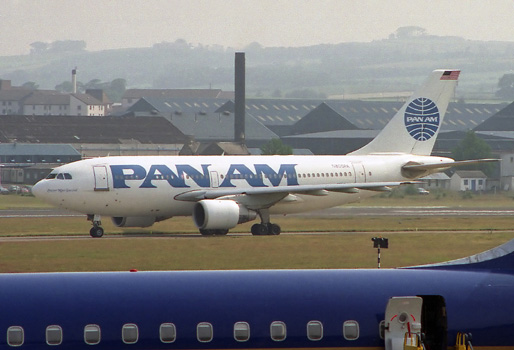
PanAm Airbus A310-222
Clipper Miles Standish.

Oljekrisen 1973 drabbade Pan Am hårt. Förutom höga drivmedelspriser, rådde liten efterfrågan på flygresor samt överkapacitet på marknaden för internationella flygningar. Bland annat gav de federala myndigheterna andra flygbolag kontrakt för att flyga på Stillahavslinjen. Dessa faktorer bidrog till reducerat passagerarantal och reducerade besättningarna för Pan Am. I likhet med en rad andra flygbolag hade företaget investerat i en stor flotta av den nyutvecklade Boeing 747 jumbojet. Man hade förväntat sig att jumbojetarnas kapacitet skulle täckas av en ökande efterfrågan på flygresor, men detta kom aldrig att ske.
För att hålla sig konkurrensduglig gentemot andra företag började Pan Am med inrikesresor i USA. Efter flera misslyckade försök att få tillåtelse till detta kom avregleringen och Pan Am kunde till slut starta flygningar mellan sina amerikanska huvudflygplatser 1979. Men avregleringen skadade likafullt Pan Am, eftersom de inte hade några inrikesflygturer dessförinnan, vilket var ett resultat av Juan Trippes fokus på att dominera de långa internationella turerna. Under tiden började andra företag, som tidigare utförde inrikesflygningarna, att konkurrera med Pan Am också på de internationella turerna.
Med styresordförande William Seawell fick Pan Am i ett slag ett inrikesnätverk då de köpte National Airlines 1980. En intensiv budrunda gjorde emellertid att Pan Am betalade mycket mer än National Airlines var värt. Det kombinerade företaget fortsatte att bygga upp skulder på grund av flygflottor som var dåligt anpassade till varandra, (Pan Am hade Lockeed L-1011-plan med Rolls-Roycemotorer medan National hade DC-10-plan som drevs av motorer från General Electric). Rutnätverken var också dåligt anpassade till varandra (National hade fokus på Florida). Dessutom hade de båda bolagen olika företagskulturer. Seawell försökte att rädda företaget genom att sälja en del av tillgångarna. Detta inkluderade försäljning av Pan-Am-byggnaden till MetLife 1981 och hela nätverket av Stillahavsflygningar blev sålt till United Airlines 1985. Pengarna användes för att köpa nya plan som Airbus A310 och Airbus A320, även om A320 aldrig levererades. Pan Am startade också med korta flygningar mellan Boston, New York och Washington D.C. Företaget fortsatte gå med förlust och fick kritik för dålig service.
Pan Ams rykte gjorde företaget till ett mål för terrorister. I ett försök att överbevisa allmänheten om att företaget var tryggt att flyga med, och för att ta hänsyn till deras säkerhet, utvecklade Pan Am säkerhetssystemet Alert Management Systems 1986, men detta gjorde litet för att förbättra säkerheten. Problemen blev värre av de ekonomiska svårigheterna, som fick företaget att skära ner på säkerheten för att undgå att besvära resenärerna och mista kunder vid avgång. De amerikanska luftfartsmyndigheterna bötfällde Pan Am för 19 brott mot säkerheten, av totalt 236 brott som uppdagades bland 29 flygbolag 1988.
Efter Lockerbieattentatet föll företaget nästan samman. Många passagerare undvek att resa med Pan Am då de förknippade företaget med fara. Familjerna till de omkomna efter Lockerbiekatastrofen stämde företaget med krav på en samlad ersättning på över 300 miljoner amerikanska dollar. Som försvar hänvisade Pan Am till information från sex olika statliga organ, inkluderande CIA, DEA och State Department. Informationen från dessa organ antydde att de amerikanska myndigheterna kände till att det förelåg fara för bombattentat, men att man inte hade vidaresänt denna information till flygbolaget. Familjerna till de drabbade hävdade dock att Pan Am försökte att fritaga sig från ansvar genom att lägga skulden på myndigheterna.
I mars 1991 sålde företaget sin lönsamma flygtur och Pan Ams utan tvekan mest trafikerade destination London-Heathrow flygplats, till United Airlines. Efter denna försäljning hade Pan Am endast en linje till London, som omfattade två dagliga flygturer till London Gatwick Airport. Kuwaitkriget medförde att den transatlantiska trafiken blev reducerad till ett minimum och tvingade Pan Am till att begära sig i konkurs i augusti 1991. Delta Air Lines köpte de återstående lönsamma och aktiva turerna, inklusive de kvarvarande europeiska turerna, samt terminalen på Kennedyflygplatsen i New York (Pan Am Worldport). Delta Air Lines sköt också till kapital på mindre Pan Amturer till Karibien och Centralamerika. Men Pan Am fortsatte att förlora pengar och all operativ verksamhet upphörde den 4 december 1991, då Delta inte längre ville tillskjuta mer kapital. Företagets sista flygtur var Pan Am Flight 436 från Bridgetown i Barbados till Miami i Florida. Flyget var ett Boeing 727 "Clipper Goodwill". Pan Ams sista kvarvarande knutpunkt var på Miami International Airport, som under de följande åren blev delad mellan United Airlines, som övertog större delen av flygturerna, och American Airlines som övertog den större delen av terminalen.

## Pan Am återuppstår

### Pan Am II
En grupp investerare, inklusive Charles Cobb, som var USA:s tidigare ambassadör på Island, köpte rättigheterna till Pan Americas varumärke efter att företaget försatts i konkurs. I september 1996 startade Pan Am II flygningar med en Airbus A300 "Clipper Fairwind". Målet var ett erbjuda lågprisbiljetter till långdistansturer till de viktigaste amerikanska städerna samt till städer i Karibiska havet. Det nya företaget blev lett av den sista vice-VD:n och operative chefen i Pan Am, Marty Schugrue, som tidigare hade infört begreppet bonusresor ("Frequent Flyer program") och också innehade ställningen som VD för American Airlines och senare var styrelsemedlem i Eastern Airlines. Efter en kort tid slöt sig Pan Am II samman med Carnival Airlines, ett företag med ekonomiska problem. Snart skulle det visa sig att den snabba expansionen och de ekonomiska problemen blev en för stor belastning för det nya Pan Am II och efter bara två års tid begärde det sig i konkurs och Pan Am II upphörde 1998.

### Pan Am III
År 1998 blev Pan Ams varumärkesrättigheter sålda till Guilford Transportation Industries, ett järnvägsföretag lett av Tim Mellon och till bankfamiljen från Pittsburgh. Guilford lanserade Pan American Airlines på nytt med en flotta bestående av sju Boeing 727. Pan Am III flög till nio olika städer i New England, Florida, de kanadensiska maritima provinserna samt till Puerto Rico. Företaget fokuserade på sekundära flygplatser som Orlando Sanford International Airport istället för huvudflygplatsen Orlando International Airport. Man flög också till Pease International Airport och Worcester Regional Airport istället för till den större Logan International Airport i Bostonområdet. Pan Am hade också på vissa flygningar samarbete med Boston-Maine Airways.
Guilford slutade att driva Pan Am den 1 november 2004 men driften blev överförd till Boston-Maine Airways, som från 17 februari 2005 återupptog flygningar med Boeing 727-flygplan med Pan Ams "Clipper Connection"-märkning.

## Olyckor och terroristanfall
Flyg från Pan Am har varit involverade i totalt 40 olyckor, där flera hade dödlig utgång. Den första olyckan inträffade den 16 juli 1932 då en Ford Trimotor havererade in i ett berg vid Vitacura i Chile. Alla nio ombord omkom. Den sista olyckan var Lockerbiekatastrofen med Pan Am Flight 103 år 1988, då en Boeing 747 med namnet Clipper Maid of the Seas exploderade i luften. Alla 259 passagerare och besättning omkom, liksom elva personer på marken.
En annan av Pan Ams jumbojets, Clipper Victor, var inblandad i flygolyckan på Teneriffa den 27 mars 1977 vilken är den värsta olyckan i flygets historia. Planet som utförde en charterflygning från Los Angeles i Kalifornien till Las Palmas på Kanarieöarna, blev omdirigerat till Teneriffa på grund av bombhot i Las Palmas. När det sedan skulle köra ut för att starta från Teneriffa kolliderade det på startbanan med en annan jumbojet från holländska KLM, som var på väg att starta. Sammanlagt dödades 583 passagerare och besättning i katastrofen. Av dessa kom 335 från Pan Am-planet. Katastrofen medförde ändringar och förbättringar i de procedurer som sker angående kommunikation mellan flyg och flygkontroll.
Pan Am genomlevde ett allvarligt terroristanfall den 17 december 1973, då en palestinsk grupp kastade bomber mot Pan Ams Flight 110 (en 707 "Clipper Celestial") i Rom i Italien. Planet brann upp och trettio personer dödades. En annan 747 Clipper Empress of the Seas, som opererade som Pan Ams Flight 73, blev kapat den 5 september 1986. Tjugo personer dödades då antiterroristpolis stormade flygplanet i Karachi i Pakistan.
En av de olyckor som Pan Am var involverat i och som medförde att FAA beordrade installation av säkerhetsutrustning i flygplan, rörde en Pan Am 707, Clipper Tradewind, som opererade som Pan Am Flight 214. Planet var klart för start från Baltimore i Maryland, till Philadelphia i Pennsylvania då det plötsligt blev uppslukat av flammor den 8 december 1963. Efterföljande granskning slog fast att gnistor hade antänt ånga i bränsletanken. Ett resultat av olyckan var att gnistavledande "vekar" installerades på vingarna på alla passagerarflyg.

## Pan Am som kulturellt fenomen

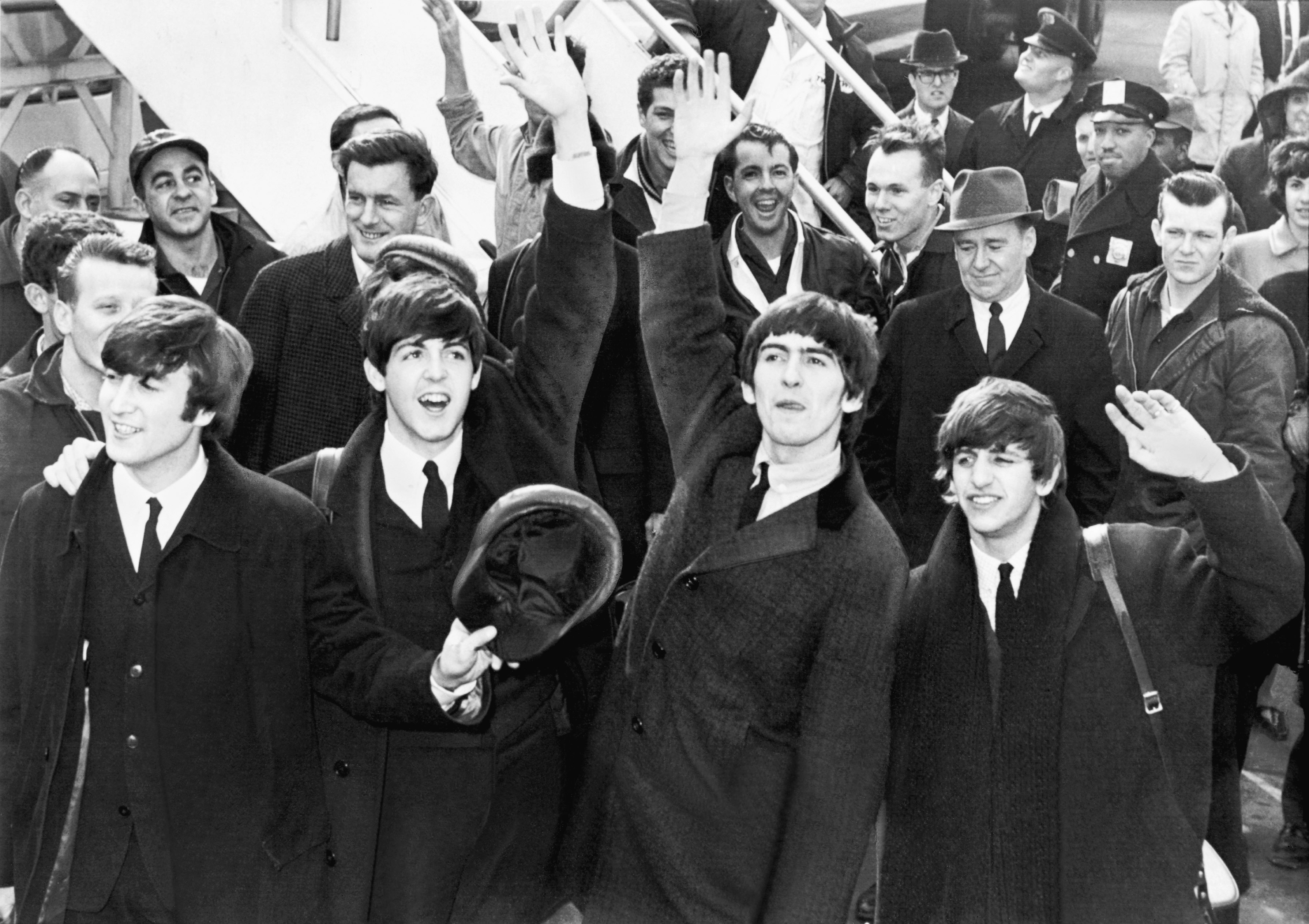
Beatles på John F. Kennedy International Airport i New York den 7 februari 1964.

Pan Am hade en hög ställning i populärkulturen under kalla kriget. En av de mest kända bilderna var från 1964 då The Beatles ankom till JFK-flygplatsen i en DC-8, Clipper Defiance, från Pan Am. Under senare år har Guilford Transportation målat flera av sina godsvagnar med Pan Ams logotyp.
Medan Apolloprogrammet pågick hade Pan Am en väntelista till framtida flygningar till månen. Kölapparna har senare blivit värdefulla samlarobjekt. En påhittad Pan Am "Space Clipper", en kommersiell rymdfarkost kallad "Orion III", hade en betydande roll i Stanley Kubricks film 2001 – Ett rymdäventyr (1968). Den var också med på filmaffischen.
Flygbolaget har också dykt upp i andra filmer, bland annat i flera James Bondfilmer. Företagets Boeing 707-flygplan var med i Agent 007 med rätt att döda (1962) och Agent 007 ser rött (1963), medan ett Pan Am 747 dök upp i Leva och låta dö (1973). Pan Ams logotyp kunde ses i Tid för hämnd (1989), där Bond checkar in på en Pan Am-flygning, som han dock inte åker med. Logotypen förekom även i filmen Blade Runner (1982) samt i Catch Me If You Can (2002) där huvudpersonen utger sig för att vara en Pan Am-pilot. Kampen mellan Juan Trippe och ägaren av TWA, Howard Hughes, om vem som skulle ha monopol på transatlantisk trafik, ägnades mycket tid i The Aviator (2004).